# Sara Wimmercranz
Sara Evelina Wimmercranz, född 6 juni 1980 i Älmhult, Kronobergs län, Småland, är en svensk entreprenör, företagare och investerare.

## Biografi
Wimmercranz var med och grundade e-handelsbolaget Footway år 2011, och därefter år 2016 riskkapitalbolaget BackingMinds tillsammans med Susanne Najafi. BackingMinds Invest AB är verksamt som ett riskkapitalbolag. Företaget investerar i teknik, hälsovård och e-handel. BackingMinds Invest betjänar kunder i Sverige. Wimmercranz har utnämnts till en av Sveriges mäktigaste techinvesterare.
Wimmercranz är, tillsammans med Susanne Najafi, Conni Jonsson (EQT) och Claes Dahlbäck, medgrundare till XO Foundation (grundat 2018), en stiftelse som har som mål att främja entreprenörskap och företagande för alla.  Hon vill gärna se flera kvinnliga investerare och flera kvinnliga företagare inom teknikbranschen. Hon lyfter fram även andra aspekter av hållbarhet som en av sina främsta drivkrafter och talar om vikten av att handla second hand-kläder istället för nyproducerat.
Efter grundandet var Wimmercranz med om att bygga upp Lensway Group AB. Hon var även styrelseledamot i Rnb Retail & Brands AB från 2015 till 2019.

### Övrigt
Wimmercranz medverkade under hösten 2021 och 2022 som en av fem "drakar" i SVT:s entreprenörprogram Draknästet. Hon medverkade hösten 2024 i På spåret tillsammans med Messiah Hallberg.

### Familj
Sara Wimmercranz är gift med Jon Wimmercranz och paret har fyra barn.